# Живоцин (Лодзинське воєводство)
Живоцин (пол. Żywocin) — село в Польщі, у гміні Вольбуж Пйотрковського повіту Лодзинського воєводства.
Населення — 372 особи (2011).
У 1975-1998 роках село належало до Пйотрковського воєводства.

## Демографія
Демографічна структура станом на 31 березня 2011 року:
|          | Загалом | Допрацездатний вік | Працездатний вік | Постпрацездатний вік |
| -------- | ------- | ------------------ | ---------------- | -------------------- |
| Чоловіки | 183     | 38                 | 124              | 21                   |
| Жінки    | 189     | 44                 | 94               | 51                   |
| Разом    | 372     | 82                 | 218              | 72                   |